# Fängelse: nio haikudikter
Fängelse är en diktsamling bestående av nio haikudikter av poeten Tomas Tranströmer utgiven 2001.
Åtta av dikterna skickades 1959 som en nyårshälsning till hans vän psykologen och poeten Åke Nordin som var anstaltschef på ungdomsfängelset Hällby och hans hustru Ulla. Den nionde dikten skrevs samtidigt men kom av någon anledning inte med i brevet.